# Caminemos
Caminemos es una telenovela mexicana producida por Televisa en 1980 y protagonizada por Marga López, Enrique Lizalde e Irma Lozano y la actuación estelar de Margarita Isabel.

## Argumento
Trata sobre la vida de los habitantes del conjunto habitacional "Amores" que enfrentan diversos problemas en su vida diaria. Están Pedro y su esposa Adelina, una pareja pobre y con muchos hijos gracias al machismo de él y la sumisión de ella; Aurora, una mujer chismosa y conflictiva, y su esposo Andrés que la engaña con otra, y sus dos hijos Gloria y Julio, blancos de la frustración de su madre; Evelia y su hija Pily, que resulta ser hija de Ernesto un hombre casado; Ricardo un periodista enamorado de Evelia quien no quiere corresponderle desengañada de los hombres; y Miriam, hermana de Ricardo y mujer comprensiva y moderna, madre de Martín el mejor amigo de Julio. En el transcurso de la historia las vidas de los personajes se entrecruzan constantemente dando lugar a relaciones, pasiones, conflictos, encuentros y desencuentros.

## Elenco
- Marga López ...  Aurora
- Enrique Lizalde ...  Ricardo
- Irma Lozano ...  Evelia
- Norma Lazareno ...  Adelina
- Jaime Garza ...  Julio
- Ana Silvia Garza ...  Gloria
- Carmen Delgado ...  Pily
- Lorena Rivero ...  Elsa
- Alejandro Guce ...  Arturo
- Andrés Ruíz Sandoval ...  Uriel
- Natasha Pueblita ...  Miriam
- Adriana Roel ...  Miriam
- Sonia Martínez ...  Tere
- Margot Wagner ...  Martha
- Héctor Cruz ...  Victor
- Álvaro Zermeño ...  Ernesto
- Noé Murayama ...  Andrés
- Eduardo Liñán ...  Pedro
- Margarita Isabel ...  Dra. Monroy
- Guadalupe Noel ...  Tencha
- Delia Casanova ...  Violeta
- Agustín Lopez Zavala ...  Carlos
- Juan Verduzco ...  Bruno
- José Luis Moreno ...  José
- Eugenio Salas
- Eugenio Derbez...  Freddy
- Nelly Horsman ...  Benita
- Socorro Cancino ...  Joaquina
- Cristina Camino ...  Marcela
- Antonio Medellín
- Isabela Corona
- María Marcela
- Zaide Silvia Gutiérrez

- Datos: Q5742261